# Mama Arouna
 (mars 2022).
Si vous disposez d'ouvrages ou d'articles de référence ou si vous connaissez des sites web de qualité traitant du thème abordé ici, merci de compléter l'article en donnant les références utiles à sa vérifiabilité et en les liant à la section « Notes et références ».
Mama Arouna né en 1925 à Parakou est un homme politique béninois. Plusieurs fois ministre lorsque le pays était encore connu sous le nom de Dahomey, il meurt le 19 août 1974 à 49 ans.

## Biographie
Arouna Mama nait en 1925 à Parakou dans une famille influente.
Il entre à l’école primaire en 1931, et passe son CEP 9 ans plus tard. Admis à l’École d’agriculture de Porto-Novo en 1941, il y renonce pour préparer le concours d’entrée au collège Victor-Ballot qu'il obtient la même année. Il passe trois années à l’EPS puis entre à l’École normale d’instituteurs de Dabou (Côte d'Ivoire) en 1945. 
En 1948, Mama Arouna devient instituteur et enseigne successivement à Porto-Novo, Pèrèrè, Bembéréké et Parakou. 
En 1955, il est reçu au CAP[Quoi ?].

### Carrière politique
En 1956, il est élu au Conseil municipal de Parakou et devient maire de la commune.  
En 1957 il est élu à l'Assemblée Territoriale et en devient le deuxième vice président deux ans plus tard. La même année il est élu sénateur de la Communauté française.
Entre mai 1957 et avril 1959, il représente le Dahomey au Grand Conseil de l’AOF.
En mai 1959, Mama, figure importante du Rassemblement démocratique dahoméen d'Hubert Maga, intègre le premier gouvernement de ce dernier. Il est successivement nommé ministre de l'Intérieur (1959) et ministre de l'Intérieur et de la Défense (1962). Il fait partie, pendant le premier mandat de Maga, d'un groupe conservateur qui comprend notamment son rival politique, Chabi Mama.
Il occupe le poste de ministre de l'Intérieur et de la Défense jusqu'à la chute d'Hubert Maga en 1963, après un coup d'État.
En 1964, il milite pour le retour de Maga à la présidence, ce qui engendre des manifestations et des émeutes à Parakou, où il jouit d'un grand soutien. Cela lui vaut un court séjour en prison sur ordre de Christophe Soglo désormais au pouvoir. 
A sa libération, il se fait discret et retourne à l'enseignement dans un village du nord. Il est inspecteur adjoint de l'éducation primaire jusqu'à la création du conseil présidentiel en 1970 qui marque le retour d'Hubert Maga. Il est nommé Haut Commissaire à l'Intérieur le 8 juillet 1970.
En 1972 à la suite du coup d'État de Matthieu Kérékou et la dissolution de toutes les institutions, il perd son poste de ministre,. Il est plus tard reconnu coupable de détournement de fonds et mis en prison.
Il est libéré le 31 décembre 1973 après avoir retourné 6,6 millions de FCFA,.
Il meurt le 19 août 1974.

## Distinctions et décorations
- Commandeur de l’ordre national du Dahomey (1962)[8]
- Grand officier de l’ordre national du Dahomey (1970)[9]